# ستاد فرماندهی جنوب غرب

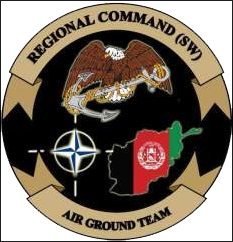
نشان رسمی ستاد فرماندهی جنوب غرب

ستاد فرماندهی جنوب غرب یک سازمان نظامی بین‌المللی با اندازه تقریبی یک لشکر متعلق به نیروهای بین‌المللی کمک به امنیت (ISAF) در افغانستان بود. این ستاد در ۳ ژوئیه ۲۰۱۰ از ستاد فرماندهی جنوب جدا شد و مرکز فرماندهی آن در کمپ لدرنک قرار داشت. کمپ لِدِرنِک مسئول برقراری امنیت در ولایت هلمند و ولایت نیمروز بود.
سپاه تفنگداران دریایی ایالات متحده آمریکا بخش بزرگی از نیروهای دفاعی این ستاد را تأمین می‌کردند. نیروهای دفاعی هلمند (شامل نیروهای مسلح بریتانیا به همراه دانمارک و استونی) و نیروهای دفاعی لدرنک (شامل سپاه تفنگداران دریایی ایالات متحده آمریکا) جزء نیروهای امنیتی این کمپ بودند.
مقر تیم بازسازی ولایت هلمند در این کمپ قرار داشت.
این ستاد در سال ۲۰۱۴ منحل شد.